# Svjetsko prvenstvo u atletici 2022.
XVIII. Svjetsko prvenstvo u atletici održano je od 15. do 24. srpnja 2022. u gradu Eugeneu, u američkoj saveznoj državi Oregonu. Prvotno je bilo predviđeno održavanje od 6. do 15. kolovoza 2021. godine, a nakon odgađanja Olimpijskih igara 2020. zbog pandemije koronavirusa, iz organizacije svjetskog prvenstva razmotrili su pomicanje natjecanja u 2022. godinu. Vijeće Međunarodnog atletskog saveza potvrdilo je tu odluku u travnju 2020.